# Musée minéralogique de l'université de Tomsk
Le musée minéralogique de l'université de Tomsk ou musée minéralogique Bajenov (Минералогический музей имени И.К. Баженова) est un musée minéralogique qui est administré par l'université d'État de Tomsk en Russie. Il se trouve dans le bâtiment principal de l'université construit en 1880-1888. Son directeur est Mme Valentina Léontievna Svechnikova. Le musée, qui comprend 50 000 pièces, est en cours de numérisation.

## Historique et description
Le musée est fondé en 1888 par le professeur A. M. Zaïtsev. Il contient à l'origine non seulement des collections minéralogiques, mais aussi des collections paléontologiques et géologiques. Les collections minéralogiques, qui comprennent dix mille exemplaires à la fondation du musée, sont au début issues de dons de collectionneurs de minerais, de roches, recueillis au cours d'expéditions de géologues, d'ingénieurs des mines, ou d'érudits scientifiques. La riche collection paléontologique est offerte par les héritiers du duc de Leuchtenberg et le professeur G. Trautschold.
Nombre de spécimens de minerais de Sibérie sont issus de la collection de l'ingénieur P. P. Ivanov et de la collection de l'ancien maire de Tomsk, Z. M. Tsiboulski qui rassembla des spécimens caractéristiques de la Sibérie orientale. De même la collection pétrographique de P. Helmhacker est importante.
Le professeur Zaïtsev, fondateur du musée, a rassemblé une collection de spécimens trouvés dans les environs des gouvernements de Tomsk et du Iénisseï au cours des expéditions (1888-1908) organisées par l'École des mines de Freiberg. Celle-ci fait don également au musée de roches originaires de Saxe, de Thuringe, de Westphalie et d'autres régions européennes.
La collection paléontologique déménage dans son nouveau musée en 1926.
La collection du musée s'accroît significativement à partir de 1922 sous l'impulsion de son nouveau directeur, Ivan Kouzmitch Bajenov (dont le nom est donné au musée en 1991), véritable fondateur de l'école des géologues et géochimistes sibériens. Ses archives personnelles sont présentées au musée. Le musée s'enorgueillit de posséder des minerais polymétalliques de l'Altaï de minerai, de la région de Saïansk et des minerais de gisements d'Asie centrale et d'Extrême-Orient russe, ainsi que de rares pegmatites de Mongolie, du Pamir et de l'Iénisseï. L'exposition des améthystes, agathes, jaspes, grenats, etc. rencontre particulièrement la faveur des visiteurs.
Le musée s'enrichit constamment de nouvelles pièces collectées par des collaborateurs de l'université. Il est accessible aux étudiants et aux chercheurs pour leurs travaux d'études.
De plus, le musée organise régulièrement des expositions thématiques. Celle consacrée aux pyrites, quartz, béryls, fluorites, apatites, etc. fait date.